# MinoTauro (superordenador)
MinoTauro es el segundo superordenador más potente del Centro de Supercomputación de Barcelona, con un rendimiento pico de 186 teraflops. En el año 2011 fue considerado como el superordenador con mayor eficiencia energética de Europa, según la lista Green500.

## Arquitectura
Dispone de 128 nodos Bull B505 con procesadores de seis núcleos Intel Xeon E5649 de 64 bits a una velocidad de reloj de 2,53 GHz y tarjetas GPU NVIDIA Tesla M2090. Cada blade dispone de 2 procesadores (12 núcleos), 2 tarjetas gráficas, 24 GB de memoria principal y 250 GB SSD de almacenamiento local. En total resulta una capacidad de cálculo de 103,2 teraflops con picos de 185,78 teraflops.

Los nodos del ordenador se comunican entre sí a través de una red Infiniband QDR. Para acceder al almacenamiento en red se utiliza una más tradicional red Gigabit Ethernet.
El sistema operativo que se ha montado sobre esta computadora es Red Hat Linux.